# Абу-Тиг
Абу-Тиг (араб. أبو تيج‎) — город в центральной части Египта, расположенный на территории мухафазы Асьют.
В городе расположена мечеть Аль-Фаргаль, являющаяся одной из самых больших мечетей в Верхнем Египте.

## Географическое положение
Город находится в юго-западной части мухафазы, на левом (западном) берегу Нила, на расстоянии приблизительно 15 километров к юго-востоку от Асьюта, административного центра провинции. Абсолютная высота — 51 метр над уровнем моря.

## Демография
По данным переписи 2006 года численность населения Абу-Тига составляла 70 969 человек.
Динамика численности населения города по годам:
| 1986   | 1996   | 2006   |
| ------ | ------ | ------ |
| 48 518 | 59 474 | 70 969 |

## Транспорт
Ближайший аэропорт расположен в городе Асьют, на расстоянии 16 километров к западу от Абу-Тига.